# I-15
I-15 – dwupłatowy jednomiejscowy samolot myśliwski konstrukcji radzieckiej z okresu II wojny światowej.

## Historia
Samolot myśliwski I-15 stanowił rozwinięcie konstrukcji samolotu I-5. Miał silnik o większej mocy i podwozie wolnonośne. Miał też górne skrzydło w układzie mewa, załamujące się nad kadłubem. Rozwiązanie to nawiązywało do stosowanego w polskich samolotach myśliwskich P.7 i P.11 (tzw. płat Puławskiego). Projektowanie nowego samolotu rozpoczęto w lecie 1932 roku. Pierwszy prototyp oblatano w październiku roku 1933. Produkcja seryjna samolotów I-15 rozpoczęła się w połowie 1934 roku. Była prowadzona w Fabryce Nr 1 i Fabryce Nr 39 w Moskwie. Początkowo samoloty były napędzane amerykańskimi silnikami Wright Cyclone. Później zostały one zastąpione ich radziecką kopią, noszącą oznaczenie M-25. Konstrukcja była dalej rozwijana. W 1937 roku rozpoczęto produkcję nowej wersji samolotu – I-15bis. Nowy samolot posiadał mocniejszy silnik oraz prosty górny płat.
Chrzest bojowy samolot przeszedł w czasie wojny domowej w Hiszpanii. Na półwysep iberyjski trafił w ramach pomocy rządu radzieckiego dla rządu republikańskiego walczącego z buntem generała Francisca Franco.